# WPS Office
（电子文档、演示文稿和電子表格）是由金山軟件股份有限公司發佈的一款辦公軟體套件，用於辦公軟體最常用的文字編輯、試算表、簡報等功能。覆蓋Windows、MacOS、Linux、Android、iOS等平臺。

## 历史

### WPS文字处理软件
1988年，从四通辞职，二次下岗的求伯君南下深圳，加入香港金山计算机有限公司。有报道称求伯君在一年半的时间内独立制作了一款文字处理软件，即WPS。这是中国大陆第一套文字处理软件，最初是为诸如CCDOS和UCDOS这些MS-DOS上的第三方中文支持层开发的。
随着微软在1992年在中国设置代表处，预备发行中文版的Windows和Office，求伯君、雷军等人认为这是WPS的一个机会。从1993年成立珠海金山开始，金山的开发团队就计划开发一款办公软件套装，即“盘古组件”。盘古组件包含一个风格接近WPS NT的文字处理软件、电子辞典、电子表格、事务处理软件等模块。这是金山开发办公软件套装的第一次尝试。1995年4月发布，但反响平平，半年仅售出2000套；中文版Office 95以其与Windows的高度融合度抢占市场。金山不得不暂时放弃开发办公软件套装的努力。1997年9月7日，金山发行WPS 97文字处理软件。该软件采用全新微软视窗风格的设计手法，对DOS时代的WPS文档给予一定级别的支持。但未保留DOS时代WPS的操作风格。图文排版成为了这个版本的亮点，随同文本模式存在于这套系统内。专业版安装介质中包含着众多的金山字库可在安装时有选择性的安装。同年金山亦发行金山词霸电子词典软件。
1999年3月22日，金山再次发行办公软件套装WPS 2000。该套装集成文字办公、表格处理、多媒体演示等多种功能。部分DOS时代WPS的操作方式被重新引回，可用于纯文本模式。兼容DOS时代的文档格式和微软Office的文档格式。安装光盘内附带了多种方正中文字库以及86和98版的五笔字型输入法。WPS 2000套装以“WPS2000智能集成办公系统”的名义获得2000年国家科学技术进步二等奖。

### WPS Office时代
2001 年 5 月，金山软件推出了名为 WPS Office 2001 的完整办公套件，其中包含文字处理器以及电子表格和演示应用程序。凭借 WPS Office 2001，金山软件在亚洲开始获得更多青睐。
2002 年，WPS Office 2002 发布，为办公套件增加了电子邮件客户端。WPS Office 2002 旨在保持与现有办公产品的界面兼容性。
2003年，WPS Office 2003发布，稳定性与在各种PC的兼容性上大幅提升。
被称为WPS Office Storm的 2004 年办公套件化身于 2004 年底发布。该版本与 Microsoft Office 文件格式的完全向后兼容性。与以前的版本不同，WPS Storm 基于OpenOffice.org，是第一个支持 Microsoft Windows 以外的操作系统的 WPS Office 套件。金山软件与英特尔和IBM合作，将文本转文本和文本转语音技术集成到 WPS Office Storm 中。

### 金山文档
2018年7月，用于多人协作的金山文档上线，截至2020年3月2日，金山文档月活跃用户突破2.39亿。

### 海外扩张
WPS Office Storm昙花一现后，WPS Office的名称被重新使用于新产品之上。然而从这一时代起所有的产品已经不再支持早年DOS时代的文档格式，无论操作方式、界面风格加之文档支持能力都尽可能的与微软Office靠拢，已经全然丧失WPS原本之特色。全新的设计、更小的尺寸成为了它向海外市场运转的动力。金山在自己介绍WPS Office 2005长达三年的开发过程时，表述为“先继承、后创新、决胜互联之巅”、“百名研发精英重写数百万行代码，开始了长达三年的卧薪尝胆”。
2005年，内部代号为“V6”的WPS Office 2005发布，这是一款全新的中文办公软件，全新的32位内核，轻小的体积。一眼看上去仿佛与微软的Office无异，但功能和操作方式上还是有差异的。
2007年，WPS Office 2007发布，个人版成为免费版本。从这一版本开始，金山开辟了海外市场，先后发布了繁体中文版、日本版以及英文版的Kingsoft Office 2007，与简体中文版不同，这些版本均只有一个专业版，没有免费使用的个人版。
2009年5月1日，“WPS Office 2009正式版”发布。这是第六代WPS的第三个产品，在这一版本中，又出现了面向于学生免费使用的学生版，面向于教育人员使用的教育版，以及面向于中小企业可供二次开发的中小企业版。英文版的WPS Office 2009 Professional也再次受到东南亚英语使用者的青睐。
2010年5月4日，“WPS Office 2010正式版”发布，从这一时代起海外版产品日渐成熟，版本并不只局限于专业版，家庭版和标准版也随之引入。语言版本，不仅渗透于台湾、香港、日本以及英语区，对于德语、法语以及意大利语的尝试也开始了。
2011年9月18日，“WPS Office 2012正式版”发布，与WPS Office 2010不同，内部版本号直接跳到了8，类似于Office 2007中的Ribbon的引入，以及与网云资源的集成，使得这款中文办公软件变得更加小巧，界面更加美观。然而它只能读取.docx的文档，不能将文档保存为这种格式。海外版中正版出现德语、法语以及意大利语版。
2018年11月21日，WPS Office 2019发布繁体中文版，全面支援Windows、MacOS、Linux、Android、iOS。

### 多平台发展
2012年3月28日，“WPS for Linux”发布了Alpha测试版，基于Qt，在小范围中进行内测，宣告WPS正式开始向Linux桌面办公领域进军，平台的透明度成为了WPS Office的设计目标，意味着WPS Office欲摆脱微软视窗束缚的初衷。同年WPS进军移动办公市场，发布了Android平台上的版本。
2013年，WPS Office 2013正式版发布，该版本同样基于Qt开发。2014年，海外、国内版本统一名称为WPS Office。
2016年6月21日，WPS Office 2016发布。3天后，WPS for Linux发行了Alpha 21版，之后Linux版开发进度长期停滞，一度宣布开发中止；但最终于2018年9月11日发行基于Linux的WPS Office 2016正式版。
2018年7月4日，WPS Office for macOS发布了其第一个Alpha预览，宣告WPS Office成为全世界第一款横跨Windows、macOS、Linux、Android、iOS全平台并拥有带编辑器的客户端的办公软件（竞争对手Microsoft Office没有Linux版的研发计划；LibreOffice没有登陆移动端；拉脱维亚企业开发的OnlyOffice虽然在全平台都有版本，但Android版当时只是一个阅览器；Google Docs则在桌面端完全依赖浏览器）。
2018年11月21日，WPS Office 2019发布。
2019年9月24日，小米发布的MIUI11新增与WPS Office合作开发的“超级文档”功能。“超级文档”功能可以在一个地方查看手机中所有文档。此功能将使搭配MIUI系统的安卓机首次支持主流文档缩略图查阅。其后更多品牌手机开始适配该功能。
2022年9月，在华为秋季新品发布会上，华为正式宣布在新品平板电脑上引入与金山软件团队合作开发的，以华为PC应用引擎（linux容器）为基础的PC级 WPS Office，可在 HarmonyOS 平板上运行桌面级 WPS Office，同时该功能随鸿蒙3.0的升级面向更多平板设备推送。2023年8月14日，小米宣布小米平板6 Max将成为首个支持 WPS Office for PC 的小米平板，并在半年后逐步向小米平板6系列及之后发布的平板电脑推送该功能。
2024年3月，华为官宣 WPS Office 完成鸿蒙星河版（HarmonyOS NEXT）原生应用的核心版本交付，并在6月举办的HDC2024上向公众展示了部分操作界面。

## 发行
WPS Office 个人版除可以在官网上下载外，亦先后上架App Store、Google Play、Mac App Store和Windows Store。至于Linux，由于WPS Office拒绝完全开源，因此绝大多数主流Linux系统都不在其官方应用商店上架，WPS也仅提供DEB、RPM两种格式的安装包；但中国国产的深度操作系统预装WPS Office。

## 争议
- WPS允许用户存储和分享文档到其在线平台。2022年7月，有网络小说作者发帖诉称自己编辑中的文档被金山错误屏蔽，在线及本地版本均无法正常打开（部分转载称本地文件被删除；原帖称“我本地文件可以打开，但是打开版本不是最新保存的”[16]），引发广泛关注和争议。当事人称，经申诉，WPS于次日将文档解封[17]。金山回应称相关报道不实，因用户分享的在线文档链接涉嫌违规，依法禁止他人访问该链接[18][19]。而当事人向媒体称，从未分享文件、内容无违规、WPS方承认为审核系统误判[20]。新京报旗下贝壳财经记者随后测试显示，WPS禁止将违规文档分享为链接，文档因而无法以“金山文档”方式在线查看和编辑，但本地文档和云文档不会被删除。另有采访和网友测试称，违规文档的创建者仍可下载云端文件到本机，在本地使用文件不受限制[21][22]。
- 2024年8月21日上午，WPS发生服务故障，导致部分用户使用受到影响。同日下午，官方客服表示问题已修复，同时向所有用户赠送15天会员作为补偿。[23]